# Fulham Football Club 2015-2016
Questa voce raccoglie tutte le informazioni riguardanti il Fulham Football Club nelle competizioni ufficiali della stagione 2015-2016.

## Stagione

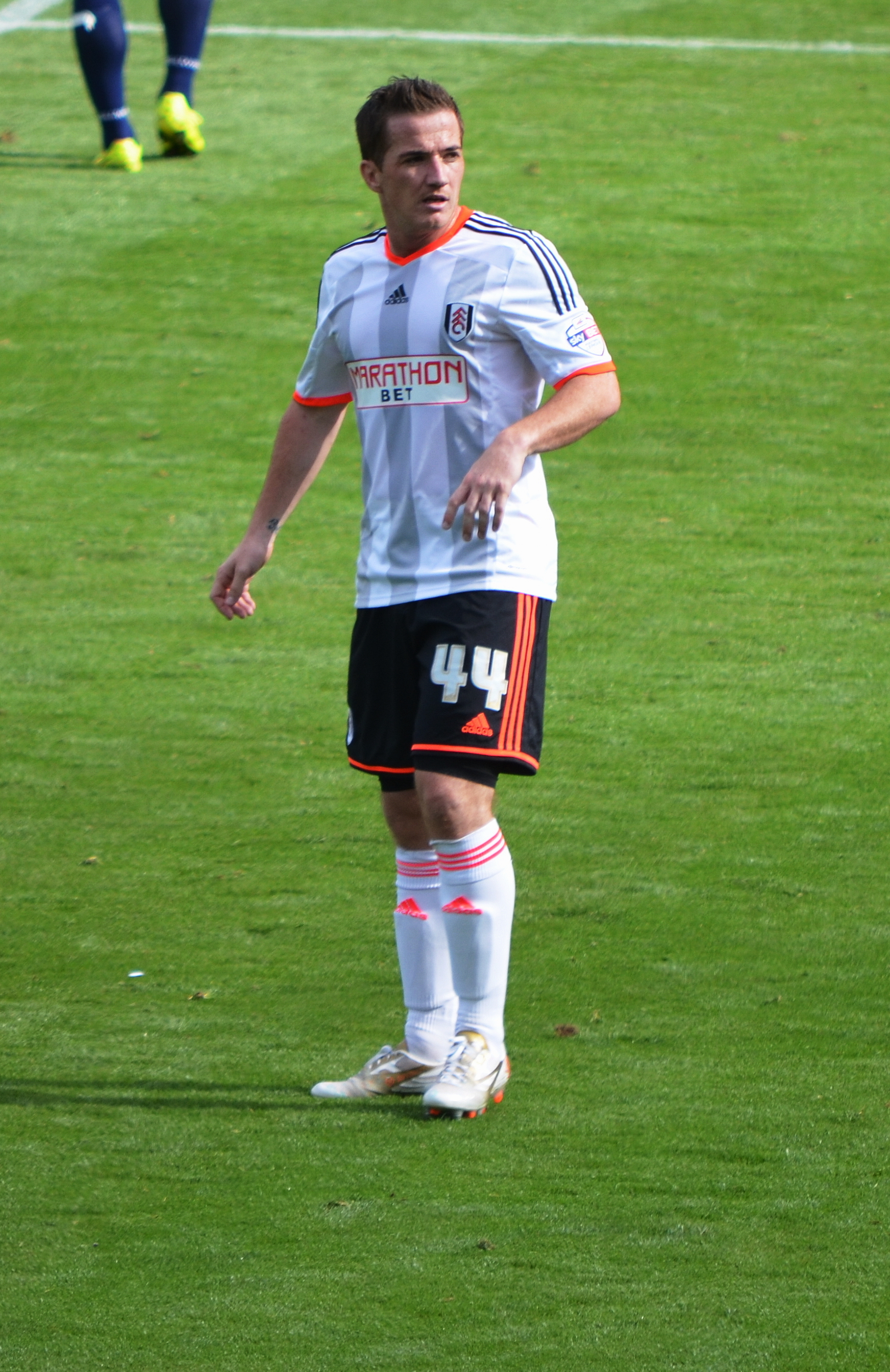
L'attaccante Ross McCormack si conferma miglior marcatore stagionale del Fulham.

La stagione 2015-2016 vede il Fulham per il secondo anno consecutivo in Championship, dopo il 17º posto della stagione precedente. È il 118º campionato professionistico per il club londinese.
L'11 agosto il Fulham supera il primo turno di League Cup, vincendo 1-0 in trasferta contro il Wycombe Wanderers grazie alla rete di Kačaniklić. Nel secondo turno, giocato il 25 agosto al Craven Cottage, i londinesi vincono 3-0 contro lo Sheffield United con doppietta di McCormack e Dembélé, qualificandosi per il turno successivo. Il cammino dei Cottagers si interrompe nel terzo turno, in seguito alla sconfitta casalinga per 1-0 contro lo Stoke City, formazione di Premier League.
Ben più breve è il cammino degli Whites in FA Cup: nel terzo turno disputato il 9 gennaio 2016, il Fulham verrà eliminato in trasferta per 2-1 dallo Sheffield Wednesday. L'unico gol messo a segno dai londinesi è da parte di Dembélé.
Dopo l'annuncio il 27 dicembre, tre giorni dopo viene ufficializzato come nuovo allenatore dei Cottagers il serbo Slaviša Jokanović.

## Maglie e sponsor
Lo sponsor tecnico del Fulham per la stagione 2015-2016 è, per il terzo anno consecutivo, Adidas. Lo sponsor che comparirà sulle maglie è Visit Florida. La prima maglia, una polo bianca con colletto e bottoni neri, è ispirata a quella utilizzata nella finale di FA Cup 1974-1975.
|  | Casa | Trasferta | Terza maglia |

## Rosa
Rosa aggiornata al 2 febbraio 2016.
| N. |                        | Ruolo | Calciatore           |
| -- | ---------------------- | ----- | -------------------- |
| 1  | Inghilterra (bandiera) | P     | Marcus Bettinelli    |
| 2  | Galles (bandiera)      | D     | Jazz Richards        |
| 3  | Inghilterra (bandiera) | D     | Luke Garbutt         |
| 4  | Inghilterra (bandiera) | D     | Shaun Hutchinson     |
| 5  | Inghilterra (bandiera) | D     | Richard Stearman     |
| 7  | Inghilterra (bandiera) | D     | Ryan Fredericks      |
| 8  | Inghilterra (bandiera) | C     | Scott Parker         |
| 9  | Inghilterra (bandiera) | A     | Matt Smith           |
| 10 | Scozia (bandiera)      | C     | Tom Cairney          |
| 11 | Svezia (bandiera)      | C     | Alexander Kačaniklić |
| 12 | Inghilterra (bandiera) | P     | Joe Lewis            |
| 13 | Stati Uniti (bandiera) | D     | Tim Ream             |
| 14 | Finlandia (bandiera)   | A     | Sakari Mattila       |
| 15 | Austria (bandiera)     | D     | Michael Madl         |

| N. |                        | Ruolo | Calciatore              |
| -- | ---------------------- | ----- | ----------------------- |
| 16 | Inghilterra (bandiera) | A     | Cauley Woodrow          |
| 19 | Inghilterra (bandiera) | C     | Ryan Tunnicliffe        |
| 20 | Marocco (bandiera)     | C     | Zakaria Labyad          |
| 21 | Danimarca (bandiera)   | C     | Lasse Vigen Christensen |
| 23 | Inghilterra (bandiera) | C     | Jamie O'Hara            |
| 24 | Inghilterra (bandiera) | P     | Andrew Lonergan         |
| 25 | Francia (bandiera)     | A     | Moussa Dembélé          |
| 28 | Stati Uniti (bandiera) | C     | Emerson Hyndman         |
| 31 | Inghilterra (bandiera) | C     | Rohan Ince              |
| 33 | Inghilterra (bandiera) | D     | Dan Burn                |
| 41 | Finlandia (bandiera)   | P     | Jesse Joronen           |
| 44 | Scozia (bandiera)      | A     | Ross McCormack          |
| 45 | Spagna (bandiera)      | D     | Fernando Amorebieta     |

## Calciomercato

### Sessione estiva(dal 1/7 al 31/08)
| Acquisti | Acquisti             | Acquisti           | Acquisti      |
| R.       | Nome                 | da                 | Modalità      |
| -------- | -------------------- | ------------------ | ------------- |
| D        | Fernando Amorebieta  | Middlesbrough      | fine prestito |
| D        | Cameron Burgess      | Ross County        | fine prestito |
| C        | Chris David          | Twente             | fine prestito |
| C        | Thomas Eisfeld       | Bochum             | fine prestito |
| A        | Kōstas Mītroglou     | Olympiacos         | fine prestito |
| D        | Josh Passley         | Portsmouth         | fine prestito |
| D        | Tom Richards         | Aldershot Town     | fine prestito |
| P        | Maarten Stekelenburg | Monaco             | fine prestito |
| P        | Andy Lonergan        | Bolton             | svincolato    |
| C        | Ben Pringle          | Rotherham Utd      | svincolato    |
| C        | Tom Cairney          | Blackburn          | definitivo    |
| P        | Andrew Dawber        | Accrington Stanley | svincolato    |
| D        | Tim Ream             | Bolton             | definitivo    |
| D        | Ryan Fredericks      | Bristol City       | definitivo    |
| D        | Jazz Richards        | Swansea City       | definitivo    |
| C        | Jamie O'Hara         | Blackpool          | svincolato    |
| C        | Sakari Mattila       | Bolton             | definitivo    |
| D        | Ian Pino Soler       | Almería            | svincolato    |

| Cessioni | Cessioni               | Cessioni             | Cessioni                 |
| R.       | Nome                   | a                    | Modalità                 |
| -------- | ---------------------- | -------------------- | ------------------------ |
| D        | Tom Richards           | Aldershot Town       | svincolato               |
| A        | Hugo Rodallega         | Akhisar Belediyespor | svincolato               |
| D        | Tim Hoogland           | Bochum               | svincolato               |
| P        | Gábor Király           | Haladás              | svincolato               |
| C        | Chris David            | Jong Twente          | svincolato               |
| C        | Adil Chihi             |                      | svincolato               |
| D        | Josh Passley           | Dag & Red            | definitivo               |
| C        | Solomon Sambou         |                      | svincolato               |
| D        | Jonathan Buatu Mananga | Waasland-Beveren     | definitivo               |
| D        | Fernando Amorebieta    | Middlesbrough        | prestito fino al 1°/2/16 |
| D        | Noe Baba               |                      | svincolato               |
| P        | Maarten Stekelenburg   | Southampton          | prestito                 |
| D        | Stephen Arthurworrey   | Yeovil Town          | prestito                 |
| A        | Bryan Ruiz             | Sporting Lisbona     | definitivo               |
| A        | Patrick Roberts        | Manchester City      | definitivo               |
| A        | Lyle Della Verde       | Fletwood Town        | definitivo               |
| C        | Ryan Williams          | Barnsley             | definitivo               |
| C        | Mesca                  | AEL Limassol         | definitivo               |
| C        | Thomas Eisfeld         | Bochum               | definitivo               |
| D        | Tiago Casasola         | Como                 | definitivo               |

## Risultati

### Football League Cup
| High Wycombe 11 agosto 2015 1º turno | Wycombe | – | Fulham | Adams Park |

## Statistiche

### Statistiche di squadra
| Competizione        | Punti | In casa | In casa | In casa | In casa | In casa | In casa | In trasferta | In trasferta | In trasferta | In trasferta | In trasferta | In trasferta | Totale | Totale | Totale | Totale | Totale | Totale | DR |
| Competizione        | Punti | G       | V       | N       | P       | Gf      | Gs      | G            | V            | N            | P            | Gf           | Gs           | G      | V      | N      | P      | Gf     | Gs     | DR |
| ------------------- | ----- | ------- | ------- | ------- | ------- | ------- | ------- | ------------ | ------------ | ------------ | ------------ | ------------ | ------------ | ------ | ------ | ------ | ------ | ------ | ------ | -- |
| Championship        | 0     | 0       | 0       | 0       | 0       | 0       | 0       | 0            | 0            | 0            | 0            | 0            | 0            | 0      | 0      | 0      | 0      | 0      | 0      | 0  |
| FA Cup              | -     | 0       | 0       | 0       | 0       | 0       | 0       | 0            | 0            | 0            | 0            | 0            | 0            | 0      | 0      | 0      | 0      | 0      | 0      | 0  |
| Football League Cup | -     | 0       | 0       | 0       | 0       | 0       | 0       | 0            | 0            | 0            | 0            | 0            | 0            | 0      | 0      | 0      | 0      | 0      | 0      | 0  |
| Totale              | 0     | 0       | 0       | 0       | 0       | 0       | 0       | 0            | 0            | 0            | 0            | 0            | 0            | 0      | 0      | 0      | 0      | 0      | 0      | 0  |